# Muara Sikabaluan
Muara Sikabaluan is een bestuurslaag in het regentschap Kepulauan Mentawai van de provincie West-Sumatra, Indonesië. Muara Sikabaluan telt 2239 inwoners (volkstelling 2010).